# Raimo Goyarrola
Mons. Raimo Ramón Goyarrola Belda (* 20. července 1969, Bilbao) je španělský římskokatolický duchovní a biskup helsinský.

## Život
Narodil se 20. července 1969 v Bilbau.
Roku 1987 vstoupil do osobní prelatury Opus Dei.
Studoval medicínu (obor chirurgie) na Navarrské univerzitě a následně teologii na Papežské univerzitě Svatého Kříže v Římě.
Dne 1. září 2002 byl vysvěcen na kněze a inkardinován do prelatury Opus Dei.
Byl kaplanem studentské rezidence Tavasttähti v Helsinkách, pastoračním asistentem Helsinské univerzity a vojenským kaplanem.
V září 2011 byl jmenován generálním vikářem helsinské diecéze.
Dne 29. září 2023 byl papežem František jmenován biskupem helsinským.
Dne 25. listopadu 2023 byl vysvěcen na biskupa. Světiteli byli kardinál Anders Arborelius, arcibiskup Julio Murat a biskup Teemu Sippo.